# 경문실용전문학교
경문실용전문학교(慶文實用專門學校)는 고등학교위탁교육 직업전문학교이다.

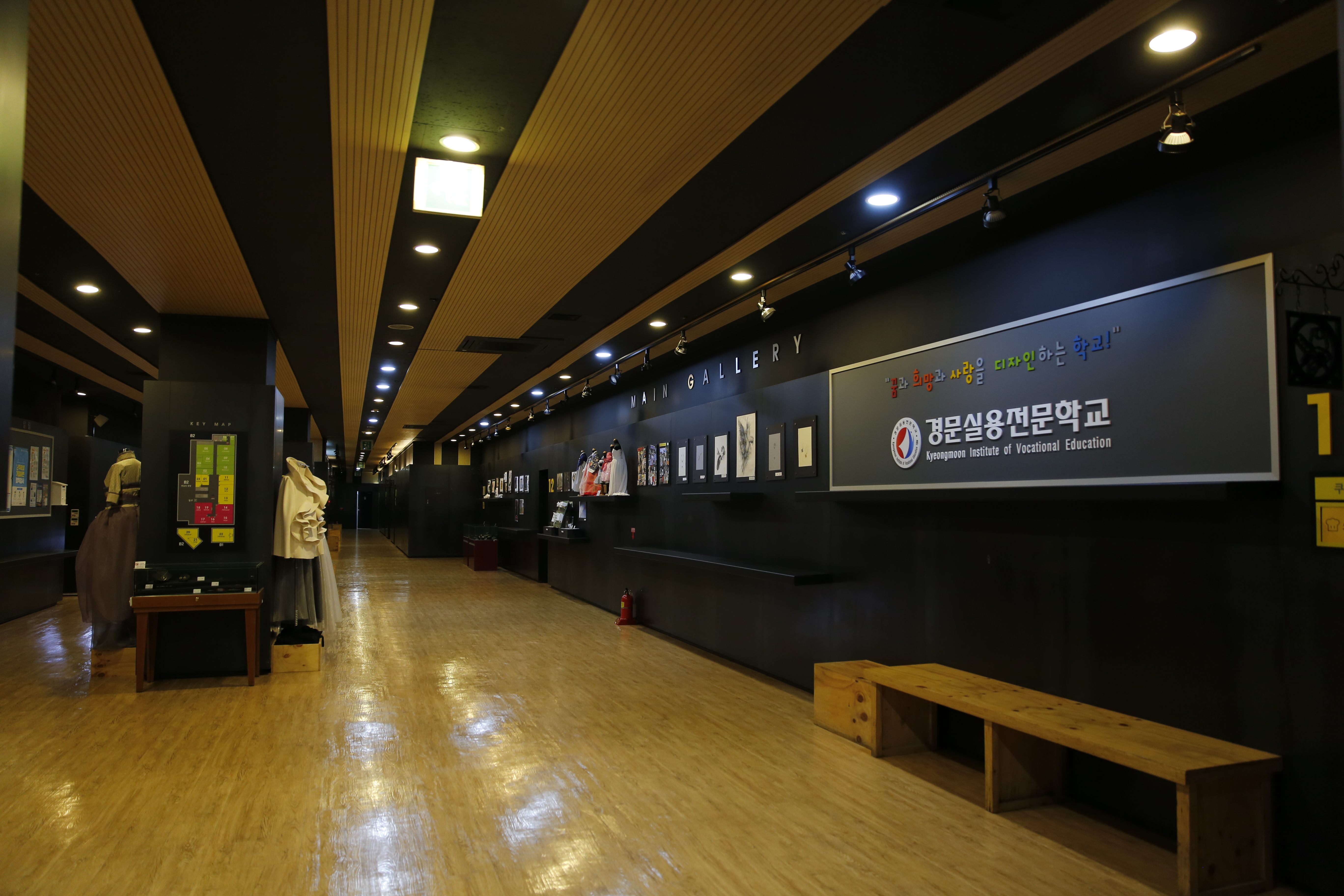
경문실용전문학교

## 학교 연혁
- 1984년 9월: 재단법인 팔봉전산직업훈련원 설립
- 2014년 9월: 우수직업능력개발 고용노동부장관 표창 수상
- 2015년 10월: 고용노동부 우수훈련기관 선정 (전교육직종)
- 2016년 11월: 고용노동부 우수훈련기관 선정
- 2017년 1월: 법인명 변경 (재)로이교육재단
- 2018년 9월:  직업능력개발 유공 대한민국 산업포장 수상
- 2018년 10월: e-드론대회 공군참모총장상 수상 (1위,2위,3위)
- 2019년 5월: 교육부 교육기부 진로체험기관 인정

다음은 2020년 기준 경문실용전문학교의 교육 과정 안내
- 드론조종 영상촬영 편집
- 외식조리학과
- 실내건축 디자인
- 게임 콘텐츠 제작
- 보석디자인

## 같이 보기
- LOY문화예술실용전문학교
- 중앙직업전문학교